# Martin Larsson (sciatore)
Martin Larsson (27 marzo 1979) è un ex fondista svedese.

## Biografia
In Coppa del Mondo esordì il 5 marzo 2002 a Stoccolma (58°) e ottenne l'unico podio il 14 dicembre 2003 a Davos (3°).
In carriera prese parte a un'edizione dei Campionati mondiali, vincendo una medaglia.

## Palmarès

### Mondiali
- 1 medaglia:
  - 1 bronzo (staffetta a Sapporo 2007)

### Coppa del Mondo
- Miglior piazzamento in classifica generale: 64º nel 2007
- 1 podio (a squadre):
  - 1 terzo posto

### Marathon Cup
- Miglior piazzamento in classifica generale: 10º nel 2011
- 2 podi:
  - 2 secondi posti